# お絵かき掲示板
お絵かき掲示板（おえかきけいじばん）は、電子掲示板の機能にペイントツールとしての機能を追加した電子掲示板である。別称、お絵かきBBS。
ペイントツールには、Java、Flash、HTML5が採用されている。

## 機能
画像処理ソフトウェアと違い、ペンタブレットやマウスで直接絵を描くことを目的としている。
ほとんどがフリーウェアとして利用でき、レイヤー等ペイントツールとしての基本的な機能を備えている。
描画中の工程を逐一保存し、それを公開する機能があるペイントツールもある。これを利用することで簡単なアニメーションのように見せることもできる。

## ペイントツールの種類
OekakiBBS
1999年にJavaアプレットと掲示板を組み合わせた｢お絵かき掲示板｣を発表し爆発的に普及した。 バージョンv1.32の掲示板の説明文に｢これまでにない形のコミュニケーションができます。｣とあるように、｢お絵かき掲示板｣という名称と概念はこのツールから生まれた。 2001年には、フォトレタッチソフトのようなインターフェイスと描画機能を持つVer.2が公開された。Ver.2以後はレンタルのみの提供で現在はサービス終了している。
PaintBBS
シンプルなインターフェイス、軽快な動作が特長のJavaアプレット。水彩や暈し機能、色マスク、レイヤー機能等を搭載している。製作者の名前から「しぃ」とも呼ばれる。正式名称は｢お絵かきしぃ掲示板 PaintBBS｣。
PaintBBS NEO
インターフェイスと描画機能が｢PaintBBS｣と同じになるようにHTML5+JavaScriptで再現。既存のお絵かき掲示板に組み込むことができる。
しぃペインター
PaintBBSの後継バージョンのJavaアプレット。レイヤーが200枚以上使えるようになり、乗算／反転レイヤーモードなどの機能が追加された。標準版とプロ版2種類のUIを備えている。
PictureBBS
透明色の保護、レイヤー機能などを備えるJavaアプレット。
開発終了後の再配布は｢BBSNote｣の開発元であるWonderCatStudioによって行われていた。
BBSPainter
既存の画像掲示板に寄生させて使うJavaアプレット。
イラブペイント
イラストブックのペイントツール。Flash版とHTML5版が存在。2023年サービス終了。
pixivSketch
HTML5で動作するペイントツールをそなえたSNS。
お絵カキコ
ニコニコ大百科に付属するペイントツール。ニコニコ大百科の記事内に画像を埋め込む際、これを引用することができる。
ソラキャンバス
ウェザーニューズの番組投稿に用いる。
ChickenPaint
主に英語圏で使われていたJavaアプレット｢ChibiPaint｣のHTML5版。
2021年5月日本語に対応。同年年7月スマホに対応、8月にはiPadで発生していた問題を解決した。 GitHubから最新版をダウンロードできる。
tegaki.js
英語圏の画像掲示板4chanのお絵かき掲示板で使われているHTML5+JavaScriptのペイントツール。日本語版も存在し、オープンソースのお絵かき掲示板で使用できる。
Klecks
Klekiのオープンソースプロジェクト。TypeScriptで記述されたソースコードをJavaScriptにビルドして使用する。スタンドアローン版はペイントソフトとして完結しているが掲示板やCMSの機能の一部として組み込む事を前提とした組み込み版も存在。 日本語を含む多国語に対応。

## 掲示板スクリプト
ペイントツールの数だけそれに対応する掲示板スクリプトが必要な訳ではない。
例えば｢しぃペインター｣のダウンロードページの掲示板一覧で、｢一番多機能｣と紹介された｢BBSNote｣は、ツールを選択する事で｢しぃペインター｣｢PaintBBS｣｢PictureBBS｣｢BBSPainter｣を切り替えて使う事ができた。(現在は開発終了)
HTML5+JavaScriptのペイントツールに対応するための掲示板スクリプトも、複数のペイントツールを切り替えて使う事ができる。
｢しぃペインター｣のダウンロードページの一覧にある｢POTI-board｣の後継バージョンでは｢しぃペインター｣｢PaintBBS NEO｣｢tegaki.js｣｢ChickenPaint｣｢Klecks｣｢AXNOS Paint｣を切り替えて使う事ができる。 

## Java、Flash問題
2017年Chromeに続きFirefoxがJavaプラグインのサポートを終了し、Flashも2020年に終了した。
しかしながら、Javaに関してはJavaアプレットをJavaScriptに変換するサービスが存在しChromeの拡張機能としても提供されているため、JavaプラグインをサポートしないモダンブラウザでもJavaアプレットの起動は可能である。
例えば｢しぃペインター｣は、CheerpJを使えば起動と描画そして投稿が可能である。 